# رون سانفورد
رون سانفورد (بالإنجليزية: Ron Sanford) هو لاعب كرة سلة أمريكي سابق. بدأ مسيرته الاحترافية في سنة 1969. تم اختياره من قبل فريق سكرامنتو كينغز خلال الدرافت. حمل الرقم 15. يبلغ طوله 6 قدم 9 بوصة (2.1 م). اعتزل اللعب في 1979. لعب مع رير فينيزيا مستري ونادي كاين كلفادوس لكرة السلة.

## روابط خارجية
- رون سانفورد على موقع سبورتس رفرنس (الإنجليزية)
- رون سانفورد على موقع كلية كرة السلة في سبورتس رفرنس.كوم (الإنجليزية)
- رون سانفورد على موقع ريلجم (الإنجليزية)
- رون سانفورد على موقع بروبوليرز (الإنجليزية)